# Фарнак II (сатрап)
Фарнак II (*д/н — бл. 414 до н. е.) — державний діяч Перської держави часів Ахеменідів.

## Життєпис
Походив з роду Фаранкідів, гілки династії Ахеменідів. Син Фарнабаза I, сатрапа Геллеспонтської Фригії. Близько 430 року до н. е. після смерті останнього змінив його на посаді сатрапа.
Згідно з Фукідідом, мав би брати участь у перемовинах між Спартою і Персією, де планувалося утворити антиафінський союз з умовах початку Пелопоннеської війни. Але через дипломатичну майстерність Афін цьому вдалося завадити: фракійський цар Сіталк захопив спартанських послів Анариста, Миколая і Стратодема, яких згодом було страчено.
Взимку 433/432 року до н. е. надав прихисток мешканцям о. Делос, які вимушені були тікати з батьківщини під тиском афінян. В результаті місце їх проживання — Адрамітій — еллінізувався. Також, згідно з Аристотелем, сприяв розвитку скотарства в сатрапії.
Про дату смерті Фарнак є розбіжності. У 414 році в комедії «Птахи» про нього згадує Аристофан. Тому деякі дослідники вважають, що цього року сатрап був ще живим.
На посаді йому спадкував син Фарнабаз II.

## Родина
- Фарнабаз, сатрап Геллеспонтської Фригії
- Багай (Магай), один з вбивць афінського діяча Алківіада